# Prevaricació
La prevaricació és un delicte que es comet quan una autoritat, jutge/advocat o funcionari públic dicta una resolució arbitrària en un assumpte administratiu o judicial, sabent que aquesta resolució és injusta, per la qual cosa incompleix els deures del funcionariat.
Aquesta actuació és una manifestació d'un abús d'autoritat. Està sancionada pel Dret penal, que busca la protecció tant del ciutadà com de la mateixa Administració.

## Etimologia
La prevaricació és l’acció de prevaricar, i aquest verb es forma a partir de dues arrels llatines: “prae”>pre (davant, per endavant); i “varicare” (anar tort, sortir-se de la línia recta), al seu torn derivat de “varus” (tort).

## Requisits
La prevaricació té els següents requisits: 
- La persona que realitza la prevaricació ha de ser una autoritat o funcionari.
- Ha d'estar en l'exercici del seu càrrec.
- Que la resolució injusta es dicti sabent que ho és. Ha d'existir dol.

## Codi penal espanyol
El Codi penal espanyol assenyala tres tipus de prevaricació: 
- la prevaricació a l'àmbit de l'Administració Pública comesa per una autoritat o funcionari públic (art. 404-406)
- la prevaricació a l'àmbit de l'Administració de Justícia comesa bé per un jutge o magistrat (art. 446-449)
- i la prevaricació a l'àmbit de l'Administració de Justícia comesa per un lletrat o un procurador (art. 467)